# Parallactis periochra
Parallactis periochra is een vlinder uit de familie dominomotten (Autostichidae). De wetenschappelijke naam van deze soort is voor het eerst geldig gepubliceerd in 1916 door Meyrick.
De soort komt voor in het Afrotropisch gebied.